# شبكة المناصرة الذاتية للتوحد
شبكة مناصرة الذات للأشخاص المصابين بالتوحد (ASAN) هي منظمة دفاعية غير ربحية أمريكية تعمل وفقًا للمادة 501(c)(3) تخص الأشخاص المصابين بالتوحد وكذلك يديرها أشخاص مصابين بالتوحد. تدعو ASAN إلى إدماج الأشخاص المصابين بالتوحد في القرارات التي تؤثر عليهم، بما في ذلك: التشريعات، التصوير في وسائل الإعلام، والخدمات المقدمة لذوي الاحتياجات الخاصة.
تتخذ المنظمة من واشنطن العاصمة مقرًا لها، حيث تدعو حكومة الولايات المتحدة إلى اعتماد تشريعات وسياسات تؤثر إيجابًا على المصابين بالتوحد.

## خدمات
تعمل شبكة المناصرة الذاتية للتوحد على دعم وتنظيم المجتمع للأشخاص المصابين بالتوحد، وكذلك دعمهم في الدفاع عن حقوقهم والدعوة للسياسة العامة وتوفير التعليم لهم، بالإضافة إلى العمل على تحسين فهم عامة الناس للتوحد والحالات ذات الصلة. تُدار المنظمة من قبل البالغين المصابين بالتوحد وهي خاصة بالمصابين بالتوحد. تنص رسالة المنظمة على أن المصابين بالتوحد متساوون مع الجميع وأنهم أعضاء مهمون وضروريون في المجتمع. كما تدير ASAN شبكة تتكون من 25 فرعًا محليًا في ولايات مختلفة، بالإضافة إلى ثلاثة فروع تابعة في كندا وأستراليا.

## التاريخ
تأسست شبكة مناصرت الذات للتوحد (ASAN) في 13 نوفمبر 2006، على يد رئيسها السابق آري نيمان، وعضو مجلس الأمناء السابق ونائب رئيس التنمية سكوت مايكل روبرتسون. بحلول عام 2009، كانت لدى ASAN 15 فرعًا.
ركزت الأعمال المبكرة لشبكة ASAN بشكل أساسي على مكافحة استخدام وسائل العقاب والتقييد والعزلة في التعليم الخاص. في ديسمبر 2007، عبرت عن معارضتها العلنية لمنظمة التوحد يتحدث، وحملة الإعلانات التابعة لمركز دراسة الأطفال في جامعة نيويورك التي قُورن فيها التوحد واضطراب فرط الحركة ونقص الانتباه والوسواس القهري واضطرابات الأكل بالخاطفون الذين يحتجزون الأطفال كرهائن.
في 18 يوليو 2016، أعلن آري نيمان أنه سيستقيل من رئاسة شبكة مناصرت الذات للتوحد، ليحل محله بجوليا باسكوم في أوائل عام 2017. 
في عام 2020، نشرت ASAN بيانًا يدعم قرار إدارة الغذاء والدواء الأمريكية بحظر أجهزة الصدمات الكهربائية المستخدمة لتعذيب الأطفال والبالغين ذوي الاحتياجات الخاصة في مركز القاضي روتنبرغ. 
نتيجةً لتطور حالة كوفيد الطويلة في مايو 2022، تنحت جوليا باسكوم عن منصبها كمديرة تنفيذية لـ ASAN في نهاية عام 2023، وعينت أفيري أوتلاو كمديرة تنفيذية مؤقتة. بدأت ASAN في البحث عن بديل دائم لمنصب جوليا باسكوم،   وفي 12 يونيو 2024، أعلنت المنظمة أن كولين كيليك سيصبح المدير التنفيذي التالي اعتبارًا من 1 نوفمبر 